# Zack Wright
Zackary Wright, conosciuto anche come Zeko Wrightić, detto Zack (Austin, 5 febbraio 1985), è un ex cestista statunitense naturalizzato bosniaco.

## Carriera
Con la Bosnia ed Erzegovina ha disputato i Campionati europei del 2013.

## Palmarès

### Club
- Campionato croato: 1

Cibona Zagabria: 2011-12
- Campionato greco: 1

Panathinaikos: 2013-14
- Leaders Cup: 1

Monaco: 2017
- Coppa di Francia: 1

Strasburgo: 2017-2018

### Individuale
- Basketball Champions League Star Lineup: 1

Monaco: 2016-17